# Pensaskari (ö i Finland, Norra Österbotten, Uleåborg)
Pensaskari är en ö i Finland. Den ligger i Bottenviken och i kommunen Uleåborg i den ekonomiska regionen  Uleåborgs ekonomiska region i landskapet Norra Österbotten, i den norra delen av landet. Ön ligger omkring 13 kilometer nordväst om Uleåborg och omkring 540 kilometer norr om Helsingfors.
Öns area är 13,2 hektar och dess största längd är 0,6 kilometer i sydöst-nordvästlig riktning.